# Problème de la non-identité
Le problème de la non-identité (également appelé paradoxe des individus futurs) est un problème d’éthique de la population concernant les actions qui affectent l’existence, l’identité ou le bien-être des individus futurs. Il découle du constat que même des petits changements peuvent modifier le moment et les circonstances de la conception d’un enfant, conduisant à l’existence d’individus entièrement différents, de manière similaire à l'effet papillon en théorie du chaos. Les actions affectant les générations futures ne modifieront donc pas simplement le bien-être d'individus donnés, mais causeront plutôt la venue au monde d'individus différents. Le problème a été décrit et exploré par Derek Parfit dans son livre Reasons and Persons, paru en 1987. Il représente un défi pour les théories éthiques centrées sur la personne, qui se fondent sur l'intuition que « ce qui est mal doit être mal pour quelqu'un ».
Un exemple proposé par Parfit consiste à réfléchir à deux stratégies politiques : « conservation » et « épuisement ». Dans la stratégie d’épuisement, les générations actuelles ont une qualité de vie légèrement supérieure, mais l’utilisation incontrôlée des ressources naturelles conduit finalement à leur épuisement, dégradant considérablement le bien-être des générations futures. Parfit soutient que les conceptions centrées sur la personne favoriseraient la politique d'épuisement car elle bénéficie aux générations actuelles de personnes identifiables, même si la politique de conservation est généralement considérée comme éthiquement supérieure. Il finit par se convaincre que l'identité personnelle n'est pas pertinente en éthique.
Une solution au problème consiste à adopter des conceptions impersonnelles, des théories qui ne reposent pas sur la notion d'identité personnelle, comme l'utilitarisme. Mais les points de vue impersonnels conduisent à ce que Parfit appelle la « conclusion répugnante », l’idée que « Pour toute population parfaitement égale avec un très haut niveau de bien-être positif, il existe une population avec un très faible niveau de bien-être positif qui est meilleure, toutes choses égales par ailleurs. » Certains philosophes considèrent cependant que presque toutes les théories crédibles d'éthique des populations impliquent de toute façon une forme de conclusion répugnante,.